# تنظيم الطائرات بدون طيار
يتم تنظيم استخدام الطائرات بدون طيار (يو أي فِيس) أو الطائرات بدون طيار بشكل عام من قبل هيئة الطيران المدني في البلاد. ومع ذلك ، بدأت منظمة الطيران المدني الدولي (آي سي أي أو) في استكشاف استخدام تكنولوجيا الطائرات بدون طيار منذ عام 2005 ، مما أدى إلى تقرير عام 2011.  كانت فرنسا من بين أوائل الدول التي وضعت إطارًا وطنيًا بناءً على هذا التقرير ، وسرعان ما حذت هيئات الطيران الأكبر مثل أف أي أي وإي أي أس أي حذوها ، مما أدى في النهاية إلى لوائح مؤثرة مثل الجزء 107 واللائحة (الاتحاد الأوروبي) 2019/947 .  اعتبارًا من يناير 2022 ، تعمل العديد من الدول على لوائح جديدة ، بدءًا من عمليات بي في ال أو أس (ما وراء خط الرؤية المرئي ، أو بلوس) إلى أنشطة (إدارة حركة المرور بدون طيار) ، والتي تشمل الولايات المتحدة والاتحاد الأوروبي والهند وكوريا الجنوبية واليابان ، وأستراليا من بين دول أخرى. 

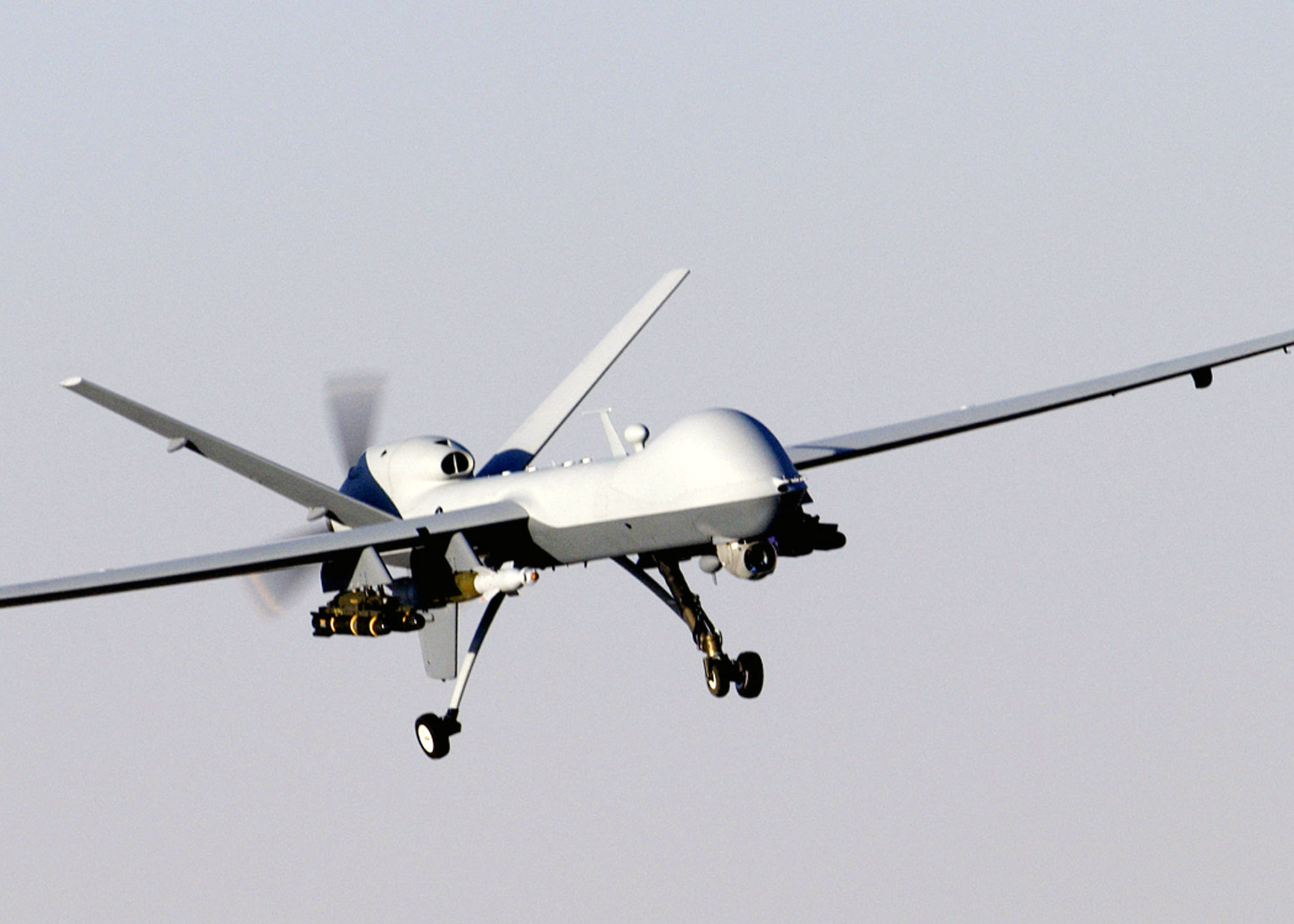
ام كيو-9 ريبر في رحلة (2007)